# 美国中部
美国中部是指美国的中部地區，位于阿巴拉契亚高原与落基山脉之间，大部分是平原，但也有一些高地。美國中部的北边是劳伦高地。南边是欧札克高原。西边是大平原。
美國中部的行政區劃可以分為北达科他州、南达科他州、內布拉斯加州、堪薩斯州、奧克拉荷馬州、德克萨斯州、密蘇里州、阿肯色州、明尼蘇達州、艾奥瓦州、路易斯安那州、密西根州、威斯康辛州、伊利诺伊州、俄亥俄州、肯塔基州、西維吉尼亞州、密西西比州和亚拉巴马州。
芝加哥是美国中部最大的城市和都会区；其他大城市和都會區還有休斯敦、達拉斯、沃斯堡、圣安东尼奥、奧斯汀、奧克拉荷馬市、塔爾薩、堪萨斯城、堪萨斯城、托皮卡、奥马哈、林肯、明尼阿波利斯、圣保罗、麦迪逊、克利夫兰、密爾沃基、圣路易斯、路易維爾、列克星敦、底特律、辛辛那提、哥伦布、罗克福德、代顿、托莱多、皮奥里亚、埃文斯維爾、印第安納波利斯、韋恩堡、南本德。